# Szepeshely
Szepeshely (szlovákul Spišská Kapitula, németül Zipser Kapitel, latinul Capitulum Scepusiense) Szepesváralja településrésze Szlovákiában, az Eperjesi kerület Lőcsei járásában. A Szepesi egyházmegye központja.

## Fekvése
A Szepesváralja városközpontjától nyugatra emelkedő dombon fekszik.

## Története
A városka Magyarországon egyedülálló egyházi város volt, melynek egyetlen utcája a kanonoksor, mellette áll a püspöki palota és a székesegyház.
A település a 11. században keletkezett egy megerősített bencés kolostor szomszédságában. A 12. századtól a szepesi prépostság székhelye. 1647-ben jezsuitákat telepítettek ide, akik kolostort és gimnáziumot építettek. Védőfalai 1662 és 1665 között épültek ötszögű tornyokkal erősítve, ma is teljes épségben állnak. A gimnázium 1671-ben a jezsuitákkal együtt Lőcsére költözött. 1776 óta püspöki székhely. A kolostort 1810 és 1815 között klasszicista stílusban szemináriumnak építették át. A káptalan 1848-ig hiteleshely volt, rendkívül gazdag levéltárral.
1910-ben 259-en, többségében szlovákok lakták, jelentős magyar kisebbséggel. A trianoni diktátumig Szepes vármegye Szepesváraljai járásához tartozott.
1945-ben közigazgatásilag Szepesváraljához csatolták.

## Látnivalók

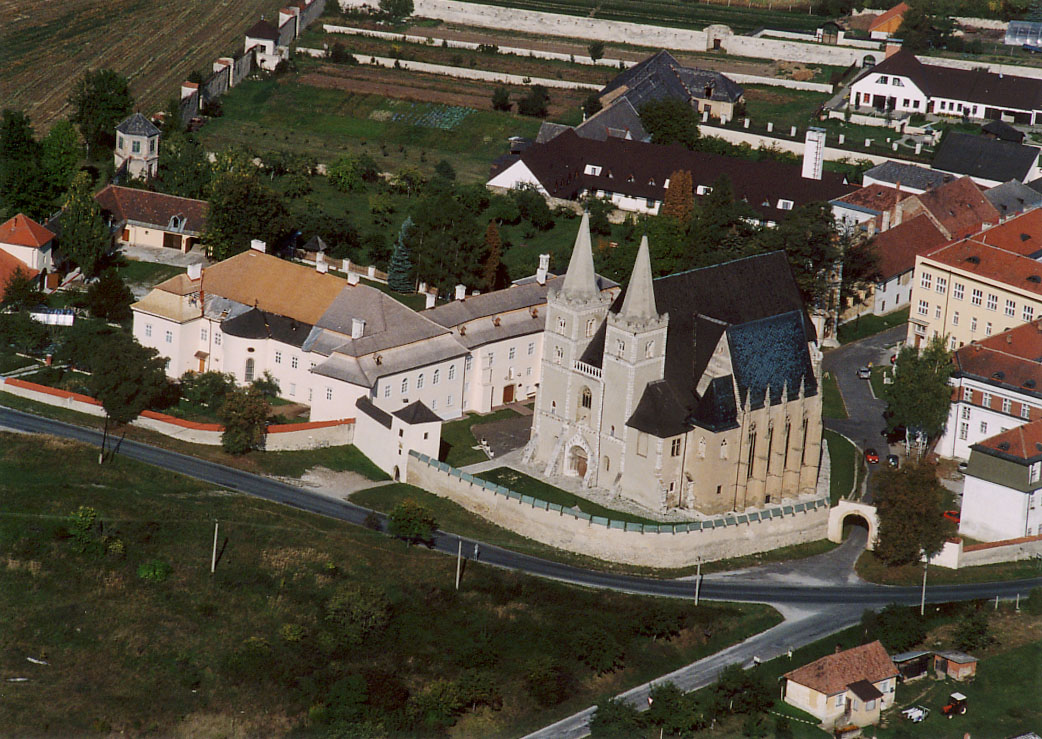
Szent Márton székesegyház

- A püspöki székesegyháza helyén 1140-ben már állott egy román templom. A jelenlegi kéttornyú Szent Márton bazilikát 1232-ben kezdték építeni és 1275-ig épült. 1382-ben a Corpus Christi kápolnával bővítették, de 1488 és 1493 között ezt a Zápolya kápolnával helyettesítették, itt láthatók a család síremlékei. A templomnak 15. századi freskói, táblaképei vannak. Károly Róbert megkoronázását ábrázoló freskója 14. századi. A székesegyházat 1873 és 1889 között barokk stílusban építették át. Egyes források[1] szerint az egri vár 1552. évi ostroma alatt a várban másodkapitányként szolgáló (az ostrom után 1553. március 11-ig kapitány) Mekcsey Istvánt a Sajóvárkonyban 1553. március 13-án történt meggyilkolása után a Szent Márton Székesegyházban temették el.
- Püspöki palotája 1281-ben préposti palotának épült, 1776-ban barokk stílusban átépítették.
- Kanonokházai a 18. század végén épültek.

## Külső hivatkozások
- A szepesi egyházmegye honlapja
- Rövid ismertető
- Szepeshely a világörökség része (angolul)
- Slovakia travel
- Tatry.sk
- A káptalan honlapja
- Szepeshely a gótikus út honlapján
- Szepeshely a térképen

## Lásd még
- Szepesváralja